# Sprechstallmeister
En sprechstallmeister er en konferencier i et cirkus, og den, der præsenterer de forskellige numre. I nogle cirkuser varetager direktøren også den meget synlige stilling som sprechstallmeister. 

## Kendte danske sprechstallmeistre
- Nelly Jane (Cirkus Benneweis)
- Søren Østergaard (Zirkus Nemo)

### Kendte danske entertainere, der også har været sprechstallmeistre
- Bubber (Cirkus Arena)
- Buster Larsen (Cirkus Benneweis, Cirkus Buster)
- Henri Alakazam (Cirkus Fantastico)
- Julie Berthelsen (Cirkus Arena)
- Peter Belli (Cirkus Arena)
- Amin Jensen (Cirkus Baldoni)